# ايجي اوكادا
ايجي اوكادا (باليابانية: 岡田 英次) (13 يونيو 1920 – 14 سبتمبر 1995) هو ممثل ومونتير ياباني.

## التعليم
تعلم في جامعة كيئو

## روابط خارجية
- ايجي اوكادا على موقع IMDb (الإنجليزية)
- ايجي اوكادا على موقع ألو سيني (الفرنسية)
- ايجي اوكادا على موقع تيرنر كلاسيك موفيز (الإنجليزية)
- ايجي اوكادا على موقع أول موفي (الإنجليزية)
- ايجي اوكادا على موقع قاعدة بيانات الأفلام السويدية (السويدية)
- ايجي اوكادا على موقع قاعدة بيانات الفيلم (الإنجليزية)
- ايجي اوكادا على موقع كينوبويسك (الروسية)